# Івановська сільська рада (Давлекановський район)
Іва́новська сільська рада (рос. Ивановский сельский совет) — муніципальне утворення у складі Давлекановського району Башкортостану, Росія. Адміністративний центр та єдиний населений пункт — село Івановка.

## Населення
Населення — 625 осіб (2019, 749 в 2010, 750 в 2002).